# گریس هارتیگان
گریس هارتیگان (انگلیسی: Grace Hartigan; ۲۸ مارس ۱۹۲۲ – ۱۵ نوامبر ۲۰۰۸) نقاش اهل ایالات متحده آمریکا و از نسل دوم نقاشان سبک اکسپرسیونیسم انتزاعی آن کشور بود. هارتیگان یکی از اعضای گروه مدرسه نیویورک نیز به شمار می‌رفت.